# 施春风
施春风（英語：Shih Choon Fong，1945年—），新加坡断裂力学专家，前新加坡国立大学校长，2008-2013年任沙特阿拉伯阿卜杜拉国王科技大学的建校校长。

## 生平
1945年出生，曾在新加坡理工学院就读于土木工程专业，未毕业即赴加拿大麦基尔大学去修读硕士，其后进入美国哈佛大学攻读博士。毕业后曾先后在哈佛大学、通用电气和布朗大学等地工作。美国国家工程院院士和新加坡政府经济委员会成员。2006年4月获选为美国文理科学院的海外荣誉院士。
1996年回到新加坡，在新加坡国立大学材料研究和工程研究所工作。2000年～2008年担任新加坡国立大学校长。2008年至2013年任沙特阿拉伯阿卜杜拉国王科技大学的首任校长。

## 家庭
父亲是上海人，母亲是生于马来西亚槟城的广东人，他是家中的长子，有两个弟弟。